# Phyllis Spielman
Phyllis Spielman (* 7. Februar in Floresville, Texas als Phyllis Earlene Slover) ist eine US-amerikanische Schauspielerin. Unter dem Pseudonym London Grace ist sie auch als Filmproduzentin tätig.

## Leben
Spielman wurde in Floresville im US-Bundesstaat Texas als Tochter von Devey Devenney und dem Pferdetrainer Sammy Slover geboren. Neben ihrer Muttersprache Englisch spricht sie fließend Spanisch und hat gute Deutschkenntnisse. Sie erlangte ihren Bachelor of Arts in Business Administration und International Business an der Incarnate Word University in San Antonio. Später machte sie ihren Masterabschluss in Global Management an der Ashford University in Iowa. Sie war vom 25. Juli 1994 bis Juli 2005 mit Chi Lo Mack verheiratet und ist Mutter von drei gemeinsamen Kindern. Sie ist Veteranin der United States Army.
Erste Tätigkeiten als Schauspielerin übernahm Spielman als Penny the Penguin auf Bühnen des SeaWorld in San Antonio. Erste Besetzungen in Kurzfilmen folgten ab 2014. 2016 spielte sie im Horrorfilm Ghosthunters die Rolle der Martha. Im Folgejahr spielte sie im Film Stasis die Rolle der Jessica. 2017 war sie außerdem in einer Nebenrolle im Film Day of the Dead: Bloodline zu sehen. 2019 produzierte sie unter dem Namen London Grace den Film Alaska – Ein Mädchen findet seinen Weg mit unter anderen Paris Warner und Erin Gray in den Hauptrollen. Der Film wurde im Dezember 2019 auf mehreren Filmfestivals in den USA gezeigt und erschien in Deutschland am 22. Januar 2021 im Videoverleih.

## Filmografie (Auswahl)

### Schauspiel
- 2014: The White Witch (Kurzfilm)
- 2015: Sirens (Kurzfilm)
- 2015: Shards (Kurzfilm)
- 2016: Ghosthunters
- 2017: Stasis
- 2017: Day of the Dead: Bloodline
- 2018: Sever
- 2018: Come To Me Sister Mary (Kurzfilm)
- 2019: 10/31 Part 2
- 2019: Alaska – Ein Mädchen findet seinen Weg (Finding Grace)
- 2022: ST. Gabriel (Fernsehserie, Episode 1x02)

### Produktion
- 2019: Alaska – Ein Mädchen findet seinen Weg (Finding Grace)
- 2022: ST. Gabriel (Fernsehserie, 2 Episoden)